# Sabres (Landes)
Sabres é uma comuna francesa na região administrativa da Nova Aquitânia, no departamento de Landes. Estende-se por uma área de 160,13 km². Em 2010 a comuna tinha 1 320 habitantes (densidade: 8,2 hab./km²).